# 原子力人材育成プログラム
原子力人材育成プログラム（げんしりょくじんざいいくせいぷろぐらむ）は、大学及び高等専門学校における原子力の人材育成の充実を図るために、2007年度から文部科学省と経済産業省が連携して策定した公募事業である。

## プログラムの概要

### 原子力研究促進プログラム
将来、原子力産業に携わる人材育成のため、原子炉物理学、放射線安全学、核燃料サイクル工学など原子力特有の基礎分野において、学生の主体的な実習・実験を通した課題発見・解決型の教育や、原子力産業への学生の興味関心を促すような取組を重点的に支援するプログラム。（文部科学省分野）

### 原子力研究基盤整備プログラム
原子力専攻長の強いリーダーシップと理念の下、長期的視点に基づき、施設整備や研究活動の強化充実を含む、原子力特有の基礎分野の研究教育基盤の整備を図る。（文部科学省分野）

### 原子力教授人材充実プログラム
将来にわたって原子力産業に人材を輩出するため、原子炉物理学、放射線安全学、核燃料サイクル工学等原子力特有の基礎分野における教員の質の維持･向上及び必要分野における教員の人員確保を図る。（文部科学省分野）

### 原子力教育支援プログラム
炉物理などの原子力の基礎教育から保全工学などの、より実践的な教育等をベースとした専攻や講義等の未来の展望を開くカリキュラムと教科書・教材の充実を図る。（経済産業省分野）

### チャレンジ原子力体感プログラム
原子力産業や研究現場の実態と魅力を知る機会の充実を図るため、大学などの教育研究炉を活用した実践的な実習教育や、研究機関、学会、海外機関のプログラム等を活用した、インターンシップなどへの参加を支援するプログラム。（経済産業省分野）

## 平成19年度採択機関

### 原子力研究促進プログラム
- 東海大学
- 東京大学
- 東北大学
- 東京工業大学
- 武蔵工業大学（現・東京都市大学）
- 大阪府立大学
- 松江工業高等専門学校
- 富山工業高等専門学校
- 福井工業高等専門学校
- 釧路工業高等専門学校
- 阿南工業高等専門学校
- 茨城工業高等専門学校

### 原子力研究基盤整備プログラム
- 東北大学
- 東京大学
- 京都大学

### 原子力教授人材充実プログラム
- 名古屋大学
- 大阪大学
- 京都大学
- 福井大学
- 福島工業高等専門学校
- 八戸工業高等専門学校

### 原子力教育支援プログラム
- 九州大学
- 東京大学
- 大阪大学
- 東京工業大学
- 北海道大学

### チャレンジ原子力体感プログラム
- 東海大学
- 近畿大学
- 東京大学
- 京都大学
- 大阪大学
- 武蔵工業大学（現・東京都市大学）
- 東京工業大学
- 東北大学
- 福井大学
- 八戸工業大学

## 平成20年度採択機関

### 原子力研究促進プログラム
- 静岡大学
- 東海大学
- 東京工業大学
- 福井工業大学
- 山形大学
- 石川工業高等専門学校
- 茨城工業高等専門学校
- 富山工業高等専門学校
- 福井工業高等専門学校
- 松江工業高等専門学校
- 八代工業高等専門学校

### 原子力コア人材育成プログラム
- 茨城大学
- 九州大学
- 東海大学
- 東北大学
- 福井工業大学
- 北海道大学
- 武蔵工業大学（現・東京都市大学）
- 八戸工業高等専門学校

### 原子力教育支援プログラム
- 愛媛大学
- 大阪大学
- 九州大学
- 京都大学
- 東京工業大学
- 東京大学
- 福井工業大学
- 北海道大学
- 武蔵工業大学（現・東京都市大学）
- 室蘭工業大学

### チャレンジ原子力体感プログラム
- 大阪大学
- 京都大学
- 近畿大学
- 東京工業大学
- 東京大学
- 東北大学
- 八戸工業大学
- 福井大学
- 武蔵工業大学（現・東京都市大学）
- 函館工業高等専門学校

## 平成21年度採択機関

### 原子力研究促進プログラム
- 東海大学
- 東京都市大学
- 名古屋大学
- 福井工業大学
- 福井大学
- 山形大学
- 山梨大学
- 石川工業高等専門学校
- 一関工業高等専門学校
- 茨城工業高等専門学校
- 木更津工業高等専門学校
- 詫間電波工業高等専門学校
- 富山工業高等専門学校
- 広島商船高等専門学校
- 福井工業高等専門学校
- 福島工業高等専門学校
- 八代工業高等専門学校

### 原子力コア人材育成プログラム
- 東京学芸大学
- 長岡技術科学大学
- 釧路工業高等専門学校
- 呉工業高等専門学校
- 津山工業高等専門学校

### 原子力教育支援プログラム
- 大阪大学
- 九州大学
- 静岡大学
- 東京工業大学
- 東京大学
- 東京都市大学
- 北海道大学
- 室蘭工業大学

### チャレンジ原子力体感プログラム
- 九州大学
- 京都大学
- 近畿大学
- 東京工業大学
- 東京大学
- 東北大学
- 八戸工業大学
- 福井大学
- 旭川工業高等専門学校
- 函館工業高等専門学校